# 貢珊
貢珊（1464年—？），字廷甫，直隸寧國府宣城縣人，儒籍，明朝政治人物。

## 生平
家贫力学，博闻性孝友。母疾，和药尝粪。兄病疽，吮之。弘治十四年（1501年）中式應天府鄉試第二十六名舉人。正德六年（1511年）中式辛未科會試第七十名，登第三甲第一百四十七名進士。知唐山县。抑豪强，核清河官地以还民，时以佛称之。入觐，卒于京。无以为殓，同年友怜而周之。唐山民奔走哭奠，争出车钱护丧归里，立祠祀焉，又祀孝子祠。

## 家族
曾祖貢友進，曾任兵部員外郎；祖父貢斯；父貢伯瓛，母徐氏；繼母陳氏。慈侍下。